# Shadow of the Beast (jogo eletrônico)
Shadow of the Beast é um jogo de ação e aventura desenvolvido pela Heavy Spectrum Entertainment Labs e publicado pela Sony Interactive Entertainment para PlayStation 4 em 2016. É um remake do jogo clássico que leva o mesmo nome, Shadow of the Beast, lançado em 1989 e que foi inicialmente disponibilizado para Amiga. 

## Jogabilidade
A jogabilidade de Shadow of the Beast combina elementos de plataforma e ação, incluindo combos. Os jogadores precisam enfrentar vários inimigos pelo caminho, contra-atacando para derrotá-los. Já para os inimigos que possuem um escudo, estes devem ser derrotados atacando-os por trás deles.
Os jogadores possuem um medidor de pontos de vida, bem como a capacidade de realizar combos através dos quick time events (QTE). Ademais, eles devem evitar armadilhas e resolver quebra-cabeças para progredirem na história. 
Visualmente, o jogo se utiliza da técnica da rolagem parallax, assim como o jogo original, fazendo uso também de alguns elementos 3D. 
A versão do jogo Shadow of the Beast original está incluído no remake como um extra desbloqueável. Um modo chamado "infinite lives" (em português, "vidas infinitas") foi adicionado para tornar o jogo original mais fácil de se jogar.

## Enredo
Os jogadores assumem o controle do personagem Aarbron, o sétimo filho do sétimo filho, que nasceu tão forte que Maletoth, um ceifador de espíritos, o sequestra após perceber nele uma oportunidade para obter um imenso poder para si mesmo. Após o sequestro, a mãe de Aarbron lidera a busca por seu filho, mas acaba morrendo no processo. Enquanto isso, Maletoth conduz Aarbron ao Portal das Almas, onde ele ordena que o Conselho dos Magos corrompa Aarbron com o uso de magia. Nisso, Aarbron acaba tornando-se um monstruoso guerreiro controlado por Maletoth para ajudar este a conquistar o mundo.
Após descobrir a existência de uma outra criança poderosa, Maletoth ordena o mago Zelek para sequestrar essa criança utilizando Aarbron. Enquanto isso, o pai de Aarbron procura os Sábios, um grupo de pessoas dedicadas a deter Maletoth. Os Sábios descobrem o plano de Maletoth de sequestrar uma segunda criança para substituir Aarbron. Os Sábios, na tentativa de mantê-la a salvo de Maletoth, conseguem encontrar a criança antes de Zelek. No entanto, Zelek descobre esse plano e usa Aarbron para massacrar todos os envolvidos na proteção da criança, incluindo o pai de Aarbron.
Após matar seu próprio pai, Aarbron se desperta e então, começa a perseguir Zelek, o qual se refugia nas terras das Dríades e dá a criança à Rainha daquela terra. A Rainha envia a criança para Maletoth, enquanto tenta, sem sucesso, matar Aarbron. A criança é entregue a Maletoth, enquanto Aarbron descobre os planos de Maletoth por meio de  Zelek moribundo.
Aarbron vai ao castelo de Hydrath para derrotar Hydrath e para entrar no portal que leva a Maletoth. A Sentinela, outra criação de Maletoth que busca vingança, após ver em Aarbron o poder para finalmente derrotar seu criador, decide ajudá-lo nessa missão. A Sentinela leva Aarbron ao Cemitério dos Derrotados para que ele possa ganhar poder atráves da canalização do espírito presa naquele lugar. Graças a esses espíritos, Aarbron consegue derrotar Maletoth, tomando o poder para si mesmo.

## Desenvolvimento
Shadow of the Beast foi anunciado para PlayStation 4 durante a feira anual Gamescom. Juntamente com a revelação do primeiro trailer, foi anunciado que a empresa Heavy Spectrum Entertainment Labs seria a responsável pelo desenvolvimento do jogo. As primeiras transmissões da jogabilidade foram reveladas durante a E3 2015. O jogo foi, eventualmente, lançado em 17 de maio de 2016.
O jogo usa o motor de jogo Unreal Engine 4 como base para o seu desenvolvimento, bem como o software, Audiokinetic Wwise, para a criação de seu áudio.

## Recepção
Shadow of the Beast recebeu críticas "mistas" de acordo com o agregador de críticas, Metacritic. IGN escreveu: "Um combate violento, mas elegante e uma atmosfera sobrenatural fazem de Shadow of the Beast um reinício bem-sucedido para o clássico lançado para Amiga." 
Já o site GameSpot, no entanto, disse: "Não é um bom sinal para um remake quando a melhor parte do jogo Shadow of the Beast moderno seja revisitar o jogo que o inspirou." 
No Japão, onde o jogo foi lançado em 19 de maio de 2016, a revista Famitsu deu uma pontuação de dois oitos e dois setes, obtendo um total de 30 dos 40 possíveis. 
Em sua análise para o jornal britânico Metro, David Jenkins deu ao jogo nota oito, de uma pontuação de zero a dez, e descreveu-o como um jogo que combina elementos inspirados na arte e no conceito de um jogo original um tanto falho, com elementos de jogos de ação modernos, como Castlevania: Lords of Shadow e Heavenly Sword, dando origem a algo maior que seu próprio legado.
Jed Pressgrove, em sua publicação para o site estadunidense Slant Magazine, deu quatro estrelas das cinco possíveis, escrevendo que o jogo "supera seu antecessor ao contar um mito de terror, mas heroico, em um jogo de plataforma tradicional e beat-'em-up". 
No entanto, Sam Loveridge, do site britânico Digital Spy, deu três estrelas das cinco possíveis, dizendo que: "Shadow of the Beast pode não ser exatamente o que os fãs de carteirinha esperavam, especialmente com algumas decisões estranhas de jogabilidade e narrativa, mas ainda assim, há algo aqui para todos os jogadores. O jogo é curto, mas ele custa apenas £11,99, tendo muito potencial para rejogabilidade - sem contar que são dois jogos pelo preço de um." 